# School for Scoundrels (2006)
School for Scoundrels is een romantische filmkomedie uit 2006 onder regie van Todd Phillips. Het is een nieuwe versie van de gelijknamige Britse film uit 1960.

## Verhaal
Roger gaat naar een eigenaardige school waar mensen geleerd wordt egoïstisch te zijn. Wanneer de leraar, Dr. P bij Roger een poging doet hem meiden te laten verleiden, blijkt dit niet een makkelijke klus te zijn.

## Rolverdeling
| Acteur                | Personage          |
| --------------------- | ------------------ |
| Billy Bob Thornton    | Dr. P              |
| Jon Heder             | Roger              |
| Jacinda Barrett       | Amanda             |
| Michael Clarke Duncan | Lesher             |
| Sarah Silverman       | Becky              |
| Luis Guzmán           | Sergeant Moorehead |
| Ben Stiller           | Lonnie             |